# Antiochos IV de Commagène
Pour les articles homonymes, voir Antiochos.
Gaius Julius Antiochos IV (grec : Γάιος Ἰούλιος Ἀντίοχος ὀ Ἐπιφανής) est le dernier roi de Commagène. Il règne entre 38 et 72 comme roi client de l'Empire romain. Il est né avant 17 et mort après 72.

## Biographie
Antiochos est un fils de Antiochos III de Commagène et sa mère est la reine Iotapa de Commagène. Les parents d'Antiochus IV sont frère et sœur de sang et se sont épousés l'un l'autre. Il épouse lui-même plus tard sa propre sœur, prénommée aussi Iotapa. Il est d'ascendance arménienne, grecque, séleucide et mède. Par son ancêtre, la reine Laodicé VII Théa Philadelphe de Commagène, qui est la mère du roi Antiochos Ier Theos de Commagène, il est un descendant direct de la dynastie hellénistique des Séleucides. 
Antiochos semble avoir été très jeune en 17, lorsque son père est mort. Tibère a convenu avec une partie des citoyens de Commagène qui avait, comme leurs rivaux, envoyé une ambassade à Rome de faire de leur royaume une partie de la province romaine de Syrie. La grande jeunesse des enfants d'Antiochos III et les troubles politiques que traverse alors la Commagène semblent avoir été la raison principale de cette mesure qui permet à Tibère de réduire de moitié l'impôt du centième à Rome. Antiochos semble avoir gagné la citoyenneté romaine entre 17 et 38. Il vit et grandit à Rome, avec sa sœur. Alors que sa sœur et lui vivent leur jeunesse à Rome, ils font partie de la cour remarquable qu'Antonia Minor entretient autour d'elle. Antonia est une nièce du premier empereur romain Auguste, la plus jeune fille du triumvir Marc Antoine et la grand-mère de Caligula. Antonia Minor est une femme très influente. Elle supervise son cercle composé de divers princes et princesses. Son cercle contribue à la préservation des frontières politiques de l'Empire romain et à la stabilité et fidélité de ses États clients.
En 38, Antiochos reçoit la couronne de Commagène des mains du petit-fils d'Antonia Minor, l'empereur romain Caligula. En outre, l'empereur agrandit le territoire d'Antiochos avec la partie de la Cilicie qui borde la côte (la Cilicie Trachée). Caligula lui donne aussi le montant total des recettes que la Commagène a généré pendant les vingt années pendant lesquelles elle a été une province romaine, équivalent à 10 millions de sesterces,. Le royaume est, de plus, agrandi d'une partie de la Cappadoce dont le roi, Archélaos II de Cappadoce, meurt à ce moment-là. Les raisons politiques qui pourraient justifier qu'un tel avantage et de telles ressources soient donnés à un roi client restent floues. Ce n'est peut-être qu'une manifestation de plus de l'excentricité bien attestée de Caligula.
Antiochos est dans les termes les plus intimes avec Caligula. Hérode Agrippa Ier (frère d'Hérodiade) et lui sont présentés comme les instructeurs de l'empereur dans l'art de la tyrannie. Cette amitié ne dure cependant pas très longtemps, puisqu'il est ensuite déposé par Caligula en 40. Antiochos ne récupère son royaume qu'à l'avènement de l'empereur romain Claude en 41. 
En 43, son premier fils, Caius Julius Archelaus Antiochus Épiphane, est fiancé à Drusilla, une fille d'Agrippa Ier. En dehors d'Archelaus Antiochus Épiphane, Antiochos a deux autres enfants avec sa femme Iotapa : Callinicus et une fille nommée elle aussi Iotapa.
En 53, Antiochos étouffe une insurrection de quelques tribus barbares en Cilicie, appelées Clitae. En 55, il reçoit de l'empereur Néron l'ordre de lever des troupes pour faire la guerre contre les Parthes, et, en l'an 59, il sert sous les ordres du général Cnaeus Domitius Corbulo contre le roi Tiridate Ier d'Arménie, frère du roi parthe Vologèse Ier. En conséquence de ses services dans cette guerre, il obtient en l'an 61 des territoires appartenant auparavant à l'Arménie.

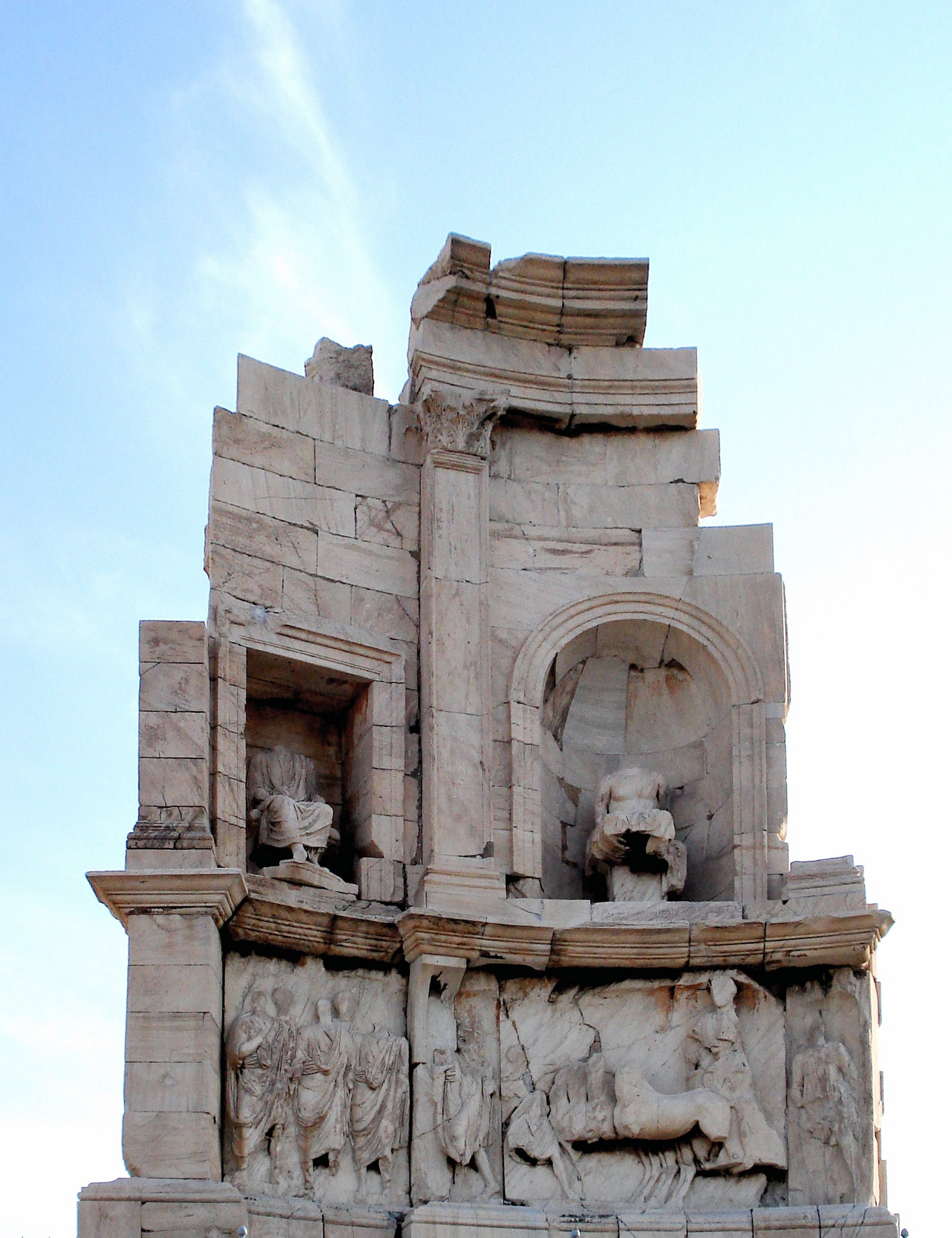
Le monument de Philopappos, où l'on peut voir Antiochos IV en compagnie de son petit-fils.

Il prend le parti de l'empereur romain Vespasien lorsque ce dernier est proclamé empereur en 70. Il est alors présenté comme le plus riche des rois tributaires. Il dispose également d'une armée importante (2 000 cavaliers et 3 000 fantassins). La même année, il envoie des forces commandées par son fils Épiphane pour aider le prince Titus durant le siège de Jérusalem,.
Mais en 72, il est accusé par Lucius Caesennius Paetus, le gouverneur de Syrie, de conspirer avec les Parthes contre les Romains. Vespasien détrône alors Antiochos IV, renverse la dynastie et annexe à nouveau le territoire de Commagène à la Syrie. Les fils d'Antiochos IV, Philopappos et C. Julius Callinicus, fuient en Parthie après avoir été défaits lors d'une brève rencontre avec les troupes romaines.
Antiochos lui-même se retire ensuite d'abord à Sparte, puis à Rome, où il passe le reste de sa vie avec ses fils qui reviendront de leur exil. Il y est traité avec beaucoup de respect. Parmi les petits-enfants d'Antiochos et d'Iotapa, on trouve l'éminent citoyen athénien Philopappos qui vit en Grèce entre le Ier et le IIe siècle.

## Monument de Philopappos
Antiochos IV figure en sculpture en compagnie de son petit-fils Caius Iulius Antiochus Epiphanes Philopappus sur un monument érigé vers 114-116 à Athènes, que l'on peut encore admirer sur la colline des Muses. Dans la partie inférieure du monument est représenté un cortège triomphal.

## Union et postérité
Selon Cyrille Toumanoff, le roi C. Julius Antiochos IV et sa sœur épouse Iotapé Philadelphe sont les parents de :
- C. Julius Épiphane Philopappus (vers 72), époux de Claudia Capitolina, fille de Tiberius Claudius Balbilus, préfet d'Égypte, dont :
  - Caius Iulius Antiochus Epiphanes Philopappus consul en 109 ;
- C. Julius Callinicus (vers 72) ;
- Iotapé, épouse d'Alexandre, roi de Cilicie occidentale, fils du roi  Tigrane VI d'Arménie.

## Monnaies
Il existe plusieurs pièces de monnaie portant la marque de ce roi. Celles-ci prouvent qu'il a dû régner sur une grande partie de la Cappadoce et de la Cilicie, ainsi que sur la Commagène. Sur l'une de ces pièces, il est appelé ΒΑΣΙΛΕΥΣ ΜΕΓΑΣ ΑΝΤΙΟΧΟΣ (« grand roi Antiochus », Basileus Megas Antiochos). Cette inscription témoigne des ambitions politiques d'Antiochos IV. Sur le revers de cette médaille, un scorpion est représenté, entouré de feuillage de laurier, et l'inscription ΚΟΜΜΑΓΗΝΩΝ (« des Commagèniens »). Sur ces pièces de monnaie, on apprend aussi le nom de sa femme, Iotapa,.